# Hepatella amica
Hepatella amica is een krabbensoort uit de familie van de Aethridae. De wetenschappelijke naam van de soort is voor het eerst geldig gepubliceerd in 1869 door Smith.